# Call of Duty: Modern Warfare (gra komputerowa 2019)
Call of Duty: Modern Warfare – strzelanka pierwszoosobowa, stworzona przez firmę Infinity Ward. Tytuł został wydany przez Activision 25 października 2019 na platformę Microsoft Windows, PlayStation 4 i Xbox One. Jest to szesnasta odsłona Call of Duty w historii serii, będąca zarazem rebootem podserii Modern Warfare.
Akcja gry została osadzona w realistycznej i nowoczesnej scenerii. Kampania śledzi przygody oficera CIA i brytyjskich sił SAS. Łączą siły z rebeliantami z fikcyjnego kraju Urzikstan, walcząc przeciw armii rosyjskiej, która najechała ten kraj. Tryb Special Ops zawiera misje kooperacyjne, które kontynuują historię kampanii. Tryb dla wielu graczy po raz pierwszy w serii obsługuje międzyplatformową grę wieloosobową i progresję międzyplatformową. Został przerobiony, aby rozgrywka była bardziej taktyczna i wprowadza nowe funkcje, takie jak tryb realizmu, który usuwa HUD, a także trybu Wojny naziemnej, który teraz obsługuje 64 graczy.
Infinity Ward rozpoczęło prace nad grą wkrótce po wydaniu Call of Duty: Infinite Warfare w 2016 roku. Wprowadzony został nowy silnik gry, który pozwala na nowe ulepszenia wydajności, takie jak bardziej szczegółowe środowiska i śledzenie promieni. Na historię przedstawioną w kampanii miały wpływ rzeczywiste konflikty, takie jak wojna domowa w Syrii i incydenty terrorystyczne w Londynie. W przypadku trybu wieloosobowego twórcy zrezygnowali z tradycyjnej przepustki sezonowej i lootboxy, umożliwiając dystrybucję bezpłatnej zawartości po premierze w postaci „sezonów”.
Modern Warfare otrzymało pochwały od krytyków za rozgrywkę, fabułę, tryb dla wielu graczy i grafikę; krytyka koncentrowała się na podejściu do tematu kampanii, w tym przedstawieniu rosyjskiej armii, a także na trybie wieloosobowym.

## Fabuła

### Streszczenie
Główna część rozgrywki opiera się na konflikcie prowadzonym w fikcyjnym państwie Urzykistan leżącym niedaleko Kaukazu. W 1999 roku Urzykistan został najechany przez rosyjską armię pod pretekstem „wojny z terrorystami”. Od tego czasu kraj był pod okupacją bezwzględnego generała Romana Barkowa. W Urzykistanie zawiązały się dwie organizacje zwalczające najeźdźców: anarchistyczne ugrupowanie Al-Katala, które używa terroryzmu do wywołania konfliktu pomiędzy USA i Rosją oraz Siły Wyzwolenia Urzykistanu, które w konwencjonalny sposób zwalczają zarówno Rosjan, jak i Al-Katalę.
Przez większość czasu gracz wciela się w Amerykanina Alexa, który jest agentem CIA. W 2019 roku zostaje on wysłany na misję do Werdańska w Kastowii (fikcyjne lokacje leżące niedaleko Urzykistanu) w celu zinfiltrowania bazy najemników generała Barkowa oraz wykradnięcia stamtąd ładunku gazu bojowego. W trakcie trwania operacji bazę zaatakowała Al-Katala i wykradła gaz, co znacznie pogorszyło stosunki rosyjsko-amerykańskie.
W tym momencie rozgrywka przenosi się do Londynu, gdzie grupa agentów Special Air Service pod dowództwem sierżanta Kyle’a Garricka próbuje powstrzymać zamachowców z Al-Katali, którzy zamierzają przeprowadzić zamach bombowy na Piccadilly Circus. Zadanie się nie powodzi, bomba wybucha, a terroryści zaczynają strzelać do cywili i policjantów. Z pomocą Brytyjczykom przychodzi doświadczony agent John Price, dzięki któremu udaje się powstrzymać terrorystów. Po opanowaniu sytuacji, Garrick, rozczarowany działaniami brytyjskiego systemu obrony, który „wiąże żołnierzom ręce” postanawia dołączyć do niekonwencjonalnie działającego Price’a.
Tymczasem CIA są zajęci są badaniem lokalizacji gazu z Werdańska. Wysyłają więc Alexa do Urzykistanu, aby ten nawiązał współpracę z przywódczynią Sił Wyzwolenia Urzykistanu, Farah Karim. Amerykanin, aby wzbudzić zaufanie miejscowych, decyduje się wesprzeć ich plan polegający na zajęciu bazy lotniczej Barkowa. Zadanie się powodzi, więc Karim decyduje się wspomóc nowego sojusznika.
Jakiś czas później Brytyjczycy odkryli w Camden Town komórkę terrorystyczną, która dokonała zamachu na Piccadilly Circus. Grupa SAS pod dowództwem Price’a zaatakowała ją, zneutralizowała wszystkie zagrożenia oraz zdobyła informacje na temat miejsca pobytu Omara „Wilka” Sulejmana, dowódcy Al-Katali. Przebywał on w budynku szpitala w Urzykistanie. Informacje te przekazano Alexowi, który dzień później wraz z korpusem Piechoty Morskiej dokonał udanego szturmu na szpital, pojmał „Wilka” oraz przetransportował go do budynku ambasady amerykańskiej w Urzykistanie. Jeszcze tego samego dnia pod budynkiem zebrały się protestujące siły Al-Katali, które żądały uwolnienia ich przywódcy. Wobec tego zdecydowano się na przysłanie drużyny ewakuacyjnej. Plan jednak spalił na panewce – helikopter ewakuacyjny się rozbił, a siły Al-Katali wdarły się do środka. Wobec tego skromne siły ambasady zostały zmuszone do rozpaczliwej obrony budynku. Ich opór na nic się jednak nie przydał, ponieważ terroryści zdołali przedrzeć się i odbić swojego mentora.
Farah Karim szybko obmyśliła nowy plan polegający na dokonaniu zasadzki na konwój Wilka, który miał przejeżdżać przez tzw. autostradę śmierci. Zadanie się jednak nie powiodło, ponieważ żołnierze zamierzający dokonać zasadzki zostali wcześniej zaatakowani przez wojska Barkowa. Sytuacja była opłakana, więc Hadir, brat Farah rozpylił ukryty w tym miejscu gaz bojowy, który szybko zakończył atak. Stało się jasne, że był to gaz wykradziony z Werdańska. Skompromitowany Hadir ucieka z miejsca.
W tym momencie gra cofa się 20 lat wstecz, aby przedstawić wcześniejsze życie Farah. Zostaje tam ukazany atak gazowy na jej rodzinne miasto oraz śmierć jej ojca z ręki rosyjskiego żołnierza. Farah razem z Hadirem zostają pojmani przez generała Barkowa i zamknięci w obozie na kilka lat, gdzie mieszkańcy Urzykistanu byli poddawani torturom oraz zmuszani do pracy. W 2009 obaj zostają wyzwoleni dzięki pomocy kapitana Price’a.
Gra ponownie powraca do teraźniejszości. Drużyna SAS zostaje wysłana w miejsce zwane „jaskinią Wilka” w celu schwytania Omara Sulejmana. Podczas szturmu na kryjówkę okazało się, że Hadir zaczął współpracować z Al-Katalą w celu wspólnego zwalczania Rosjan. Podczas akcji udało się zabić Wilka. Po tym cała drużyna wróciła do bazy, gdzie okazało się, że amerykański Departament Obrony wpisał organizację Farah na listę organizacji terrorystycznych. Zdegustowany tym Alex odchodzi ze służby deklarując, że wraca do Urzykistanu walczyć u boku Karim.
Tymczasem sierżant Garrick i kapitan Price dowiedzieli się, że Hadir wraz z bojówkami Al-Katali zaatakował rezydencję rodziny Barkowa w Mołdawii. Terroryści torturowali i zabijali członków rodziny generała, aby wydobyć od nich informacje na temat fabryki gazu jego wojsk. Brytyjczycy schwytali Hadira i zabrali mu informacje. Po tym Urzykistańczyk decyzją CIA zostaje wydany Rosjanom w celu utrzymania poprawnych relacji.
W ostatniej misji dochodzi do szturmu sił SAS, CIA i SWU na fabrykę gazu bojowego Barkowa w Gruzji. Plan był taki, aby po przebiciu się podłożyć ładunki wybuchowe na piecach grzewczych dzięki czemu doszłoby do reakcji łańcuchowej, która wysadziłaby fabrykę. Jednak w czasie walk detonator uległ zniszczeniu, więc Alex decyduje się poświęcić i odpalić ładunki ręcznie. Samobójcza misja mu się udaje, a w tym czasie Farah zabija generała Barkowa.

### Kontrowersje
Po raz pierwszy od premiery Modern Warfare 2 gra z serii Call of Duty wzbudziła takie kontrowersje. Głównym przedmiotem krytyki stało się przedstawienie rosyjskich żołnierzy, którzy często dopuszczali się tortur czy publicznych egzekucji. W jednej z misji gracz jest świadkiem tego jak rosyjskie siły zbrojne atakują bezbronnych cywili, rozpylają trujący gaz nad miastem czy nawet próbują zabić dzieci. Szczególną reakcją ze strony Rosjan spotkało umiejscowienie w grze tzw. Autostrady Śmierci, która rzekomo miała zostać ostrzelana przez rosyjską artylerię w czasie ewakuacji cywili z Urzykistanu. Termin „Autostrada Śmierci” w rzeczywistości odnosi się do zbombardowania w 1991 roku autostrady łączącej Irak z Kuwejtem dokonanego przez amerykańskie lotnictwo. Rosyjskie media odebrały to jako próbę przepisania historii. Fabuła gry spotkała się z reakcją rosyjskich internautów, którzy tłumnie zaczęli wystawiać grze negatywne oceny w serwisie Metacritic. Gra jest niedostępna w sprzedaży w rosyjskim Playstation Store.
Kontrowersje wzbudziło też przedstawienie rozgrywki dużo bardziej brutalnie niż w poprzednich częściach. W wielu misjach na polu walki pojawiają się cywile, których gracz może zabić. Ponadto w jednym momencie rozgrywki gracz jako kilkuletnie dziecko musi zadźgać rosyjskiego żołnierza, który zaatakował jej dom. Według niektórych komentatorów gra stała się zbyt brutalna, lecz według innych ukazuje to pole walki w bardziej realistyczny sposób.

## Rozgrywka
Kampania dla jednego gracza w Modern Warfare koncentruje się na realizmie i zawiera taktyczne wybory moralne, po których gracz jest oceniany i przypisywany punktacji na końcu każdego poziomu. Dialogi postaci będą się różnić w zależności od wyborów podejmowanych przez gracza w grze. Uwzględniono również decyzje taktyczne, takie jak użycie przez gracza karabinu snajperskiego w dużym środowisku, aby zbliżyć się do celów w nieliniowej kolejności.
Tryb wieloosobowy w grze został zmieniony, aby umożliwić bardziej taktyczny styl rozgrywki, w tym skupienie się na eksploracji mapy, wyważaniu drzwi i trybie hardcore „Realizm”, który usuwa radar. Minimapa została pierwotnie usunięta na rzecz znacznika w stylu kompasu, z wizualnymi wskazówkami do wykrywania znajomych i przeciwników. Po otrzymaniu opinii z beta testów trybu wieloosobowego Infinity Ward ponownie zaimplementował minimapę, ale usunął pojawienie się czerwonych kropek reprezentujących graczy wroga (z wyjątkiem sytuacji, gdy gracz znajduje się w czasie serii zabójstw UAV). Tryb wieloosobowy oferuje również powrót serii zabójstw (nagrody oparte na zabójstwach), poprzednie tytuły z serii wykorzystywały zamiast tego serie punktów (nagrody oparte na wyniku). Serie zabójstw można jednak zamienić na serie punktów za pomocą dostępnego w grze profitu o nazwie „Pointman”. Tryby online pozwalają na większą liczbę graczy na mapie, niż w poprzednich odsłonach, z nowym trybem o nazwie „Wojna naziemna”, w którym jest ponad 100 graczy, podczas gdy inny nowy tryb, „Strzelanina”, stawia dwie drużyny po dwóch graczy przeciwko sobie w małych meczach trwających czterdzieści sekund na rundę. Gra zawiera rozbudowany system dostosowywania broni, prezentujący większość broni z zakresem do 60 dodatków do wyboru (z których pięć można wyposażyć w dowolnym momencie). Zmieniono również wprowadzenie na początku rozgrywek wieloosobowych; gracze zostają przeniesieni do strefy bitwy w ramach różnych animacji.
Modern Warfare jest pierwszą grą z serii od czasu Call of Duty: Ghosts z 2013 roku, która nie zawiera trybu Zombies, zamiast tego w grze pojawił się kooperacyjny tryb „Special Ops” poprzednio obecny w Call of Duty: Modern Warfare 2 i Call of Duty: Modern Warfare 3. „Spec Ops” dzieli swoją narrację zarówno z kampanią, jak i trybem dla wielu graczy. Zawiera tryb „Survival”, który jest dostępny wyłącznie w wersji na PlayStation 4 do października 2020 roku. W chwili premiery Special Ops zawiera cztery operacje, które są misjami z wieloma celami, odbywające się na dużej otwartej mapie, wymagającej obowiązkowej współpracy 4 graczy oraz Classic Special Ops, w którym dostępne są misje na mniejszą skalę, podobne do oryginalnego trybu Spec Ops.
Gra zawiera również tryb battle royale zwany Call of Duty: Warzone. Tryb obejmuje 150 graczy, walczących w czteroosobowych, trzyosobowych lub solo. Call of Duty: Warzone jest wydany jako darmowa samodzielna gra, którą można pobrać niezależnie. Mapa łączy w sobie kilka lokacji zajmujących ważne miejsce w trybach gry wieloosobowej i operacji specjalnych. Podobnie jak w innych grach typu battle royale, Warzone również zawiera skrzynie z losową bronią, jednakże dostosowywanie broni jest ograniczone, ponieważ gracze mogą wybierać tylko warianty z gotowymi, niezmiennymi dodatkami. Zbieranie łupów jest również uproszczone w porównaniu do innych gier typu battle royale, w tym w szczególności trybu Blackout w Call of Duty: Black Ops 4: zamiast przeglądania ekwipunku, wszystkie łupy są rozmieszczone na mapie, aby gracze mogli je przeglądać i podnosić. Gracze mogą używać płyt pancerza, aby zwiększyć ochronę przed obrażeniami, i mogą nosić do pięciu płyt pancerza, aby wymienić i naprawić w dowolnym momencie. Po pokonaniu gracze zamiast umrzeć na stałe trafiają do „Gułagu”. Jest to obszar, w którym pokonani mogą rywalizować 1 na 1 i uzyskać drugą szansę na powrót na główną mapę. Gracze mogą również gromadzić gotówkę, która jest wykorzystywana na stacjach zakupowych do kupowania serii zabójstw, sprzętu i żetonów ożywienia dla powalonych członków drużyny.